# Carlos Augusto Coelho de Vasconcelos Porto
Carlos Augusto Coelho de Vasconcelos Porto (Monserrate (Viana do Castelo), 15 de Setembro de 1862 — 1945), mais conhecido por Vasconcellos Porto, foi um oficial general de artilharia do Exército Português que exerceu as funções de Ministro da Guerra num dos últimos governos da Monarquia Constitucional.